# 삼매봉
삼매봉(三梅峰)은 대한민국 제주특별자치도 서귀포시에 위치하는 기생화산이다. 3개의 봉우리가 매화를 닮았다고 하여 그 이름이 붙여졌다.

## 위치
오름 정상에는 남성정(南星亭)이라는 팔각정과 중턱에는 TV중계소가 있고, 주변 지역에는 소나무와 삼나무 등이 울창한 산책길이 조성되어 있으며, 각종 체력 단련 시설이 설치되어 있다. 남성리에서 꼭대기까지 순환도로가 개설되어 있어 오름 전체가 유원지이자 체육공원으로 시민들이 이용하고 있으며, 과거에 봉수대가 설치됐던 곳이다.
오름 중턱까지 계단식으로 과수원이 조성되어 있고 그외 지역은 초지대에 곰솔 숲을 이루고 있으며 남측사면에 공동묘지가 조성되어 있다.
삼매봉 해안절벽에는 흰꼬리수리, 참매, 칡부엉이, 쇠부엉이 종류가 서식하는 것으로 알려져 있다.

## 외돌개와 봉수

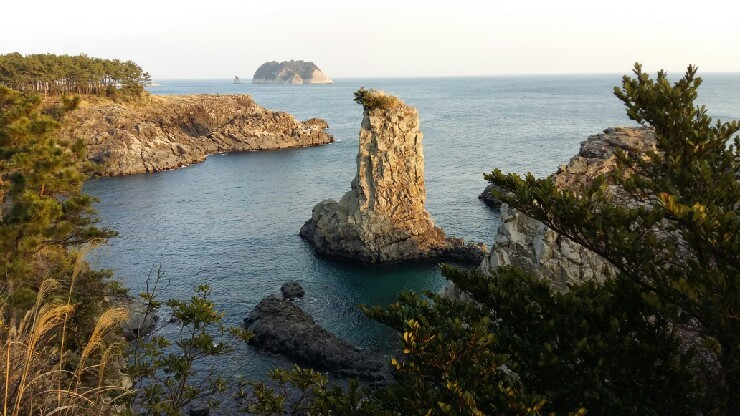
외돌개

삼매봉 아래 바다 가운데에 외돌개가 있다. 고석포ㆍ장군석ㆍ할망바우라고도 부르는 외돌개는 제주시에 있는 용두암과 함께 제주 해안에서 기암절벽으로 손꼽히는 바위다. 약 150만 년 전 화산이 폭발하여 용암이 섬의 모습을 바꿔 놓았을 때 생성되었을 것이라고 추정한다. 바닷가 수면을 뚫고 분출된 용암 줄기가 그대로 굳어서 지금의 모습이 된 것이다.
이 바위를 외돌개라고 부르는 것은 육지와 떨어져 바다 가운데 외롭게 서 있기 때문이다. 높이가 약 20미터에 이르는 외돌개 정상에는 여러 그루의 소나무들이 있다. 모진 비바람에 크지 못하고 머리털같이 되어 있으니 장군이 떡 버티고 있는 형상이다.
이 외돌개에는 여러 이야기들이 전해져 온다. 고려 공민왕 23년에 최영(崔瑩) 장군이 원나라 점령군의 잔류 세력을 칠 때 이 바위를 장군처럼 꾸며 놓아서 적군이 자멸하게 했다고 하여 ‘장군석’이라고 부르기도 한다.
또 다른 이야기도 있다. 예전에 이 지역에 사이 좋은 두 노인이 살고 있었다. 그러던 어느 날 고기를 잡으러 나갔던 하르방이 돌아오지 않자 오매불망 바다만 보고 기다리던 할머니는 지쳐서 돌이 되고 말았다. 그것을 본 용왕님이 그 지극한 정성에 감동하여 죽은 그 남편의 시체를 이 바위 앞바다에 띄워 놓아서 두 부부가 함께 돌이 되었다고 한다.

## 전해오는 이야기
삼매봉은 제주특별자치도 서귀포시 서홍동에 위치한 측화산이다. 밤에 팔각정인 남성정에 올라 손을 뻗으면 인간의 수명을 관장한다는 남극노인성에 닿는다는 전설이 있어 불로장생의 명소로 전해져 내려온다.
서귀포시 시가지에서 서쪽에 있는 화산체로 분화구는 북쪽에 있는 하논[大畓]이다. 마르형 분화구의 외륜부에 형성된 분석구이다. 하논에는 두 개의 알오름이 있다. 해안에는 절경을 지닌 외돌개가 있고, 오름 정상에는 조선 시대에 봉수대가 설치되어 있었다. 오름 중턱까지 계단식으로 과수원이 조성되어 있다.
『신증동국여지승람』과 『제주읍지』에는 '삼매양악(三每陽岳)'이라 기재했다. 『탐라지』에는 '삼매양악(三梅陽岳)'이라 기록했고, "정의현 서쪽 75리에 있다. 오름 가운데가 넓어 논 수십 경(頃)이 있다."라고 했다. 『탐라순력도』(서귀조점)에 '삼매양망(三梅陽望)', 『제주읍지』(대정)에 '삼매양봉(三梅讓烽)', 『제주군읍지』의 「제주지도」에는 '삼매봉(三每峰)', 『조선지형도』에는 '삼매봉(三梅峰)'으로 오늘의 봉수대를 표기했다. 세 개의 매화 같은 봉우리가 있어서 '삼매봉'이라 하고 샘이 있는 오름이라서 '세미오름'이라 했는데, 이를 한자로 표기한 것이 '삼매봉(三梅峰)'이라는 설이 있다.

## 방송 송신 시설
| 디지털TV  |                           |           |                     |       |          |
| 가상채널  | 방송국명                  | 호출부호  | 물리채널            | 출력  | 가시청권 |
| CH 6-1    | JIBS 디지털TV             | HLKJ-DTV  | CH 15               | 1㎾   | 서귀포시 |
| CH 7-1    | KBS제주 DTV2              | HLQC-DTV  | CH 16               | 1㎾   | 서귀포시 |
| CH 9-1    | KBS제주 DTV1              | HLKS-DTV  | CH 14               | 1㎾   | 서귀포시 |
| CH 10-1   | EBS 1TV                   | HLQL-DTV  | CH 18               | 1㎾   | 서귀포시 |
| CH 10-2   | EBS 2TV                   | HLQL-DTV  | CH 18               | 1㎾   | 서귀포시 |
| CH 11-1   | 제주MBC DTV               | HLAJ-DTV  | CH 17               | 1㎾   | 서귀포시 |
| FM라디오  |                           |           |                     |       |          |
| 채널      | 방송국명                  | 호출부호  |                     | 출력  | 가시청권 |
| 88.1MHz   | 아리랑 라디오             | HLQE-FM   |                     | 1㎾   | 서귀포시 |
| 89.7MHz   | KBS제주 제2라디오(해피FM) | HLQC-SFM  |                     | 1㎾   | 서귀포시 |
| 90.9MHz   | 제주CBS 라디오            | HLKO-FM   |                     | 1㎾   | 서귀포시 |
| 95.3MHz   | KBS제주 제1라디오         | HLKS-SFM  |                     | 1㎾   | 서귀포시 |
| 97.1MHz   | 제주MBC 라디오            | HLAJ-SFM  |                     | 1㎾   | 서귀포시 |
| 98.5MHz   | JIBS NewPowerFM           | HLQC-FM   |                     |       | 서귀포시 |
| 99.9MHz   | KBS제주 음악FM            | HLKS-FM   |                     | 3㎾   | 서귀포시 |
| 101.1MHz  | FEBC제주극동방송          | HLAZ-SFM  |                     | 1㎾   | 서귀포시 |
| 102.9MHz  | 제주MBC FM4U              | HLAJ-FM   |                     | 3㎾   | 서귀포시 |
| 104.9MHz  | EBS FM                    | HLQL-FM   |                     | 3㎾   | 서귀포시 |
| 106.9MHz  | 제주국악방송              | -         |                     | 500㎾ | 서귀포시 |
| 지상파DMB |                           |           |                     |       |          |
| 앙상블명  | 방송국명                  | 호출부호  | 채널(주파수)        | 출력  | 가시청권 |
| myMBC     | my MBC                    | HLAJ-TDMB | CH 8-A (181.280MHz) | 2㎾   | 제주시   |
| U-KBS     | KBS STAR                  | HLKA-TDMB | CH 8-B (183.008MHz) | 2㎾   | 제주시   |
| U-KBS     | HD KBS STAR               | HLKA-TDMB | CH 8-B (183.008MHz) | 2㎾   | 제주시   |
| U-KBS     | KBS HEART                 | HLKA-TDMB | CH 8-B (183.008MHz) | 2㎾   | 제주시   |
| U-KBS     | KBS MUSIC                 | HLKA-TDMB | CH 8-B (183.008MHz) | 2㎾   | 제주시   |
| JIBS DMB  | DMB1                      | HLKJ-TDMB | CH 8-C (184.736MHz) | 2㎾   | 제주시   |
| JIBS DMB  | DMB2                      | HLKJ-TDMB | CH 8-C (184.736MHz) | 2㎾   | 제주시   |

## 같이 보기
- 한라산
- 서귀포시
- 서귀포시 삼매봉도서관